# Raymond Peynet
Raymond Peynet (Parigi, 16 novembre 1908 – Mougins, 14 gennaio 1999) è stato un illustratore francese, celebre per aver creato, nel 1942, i personaggi degli Innamorati.

## Biografia

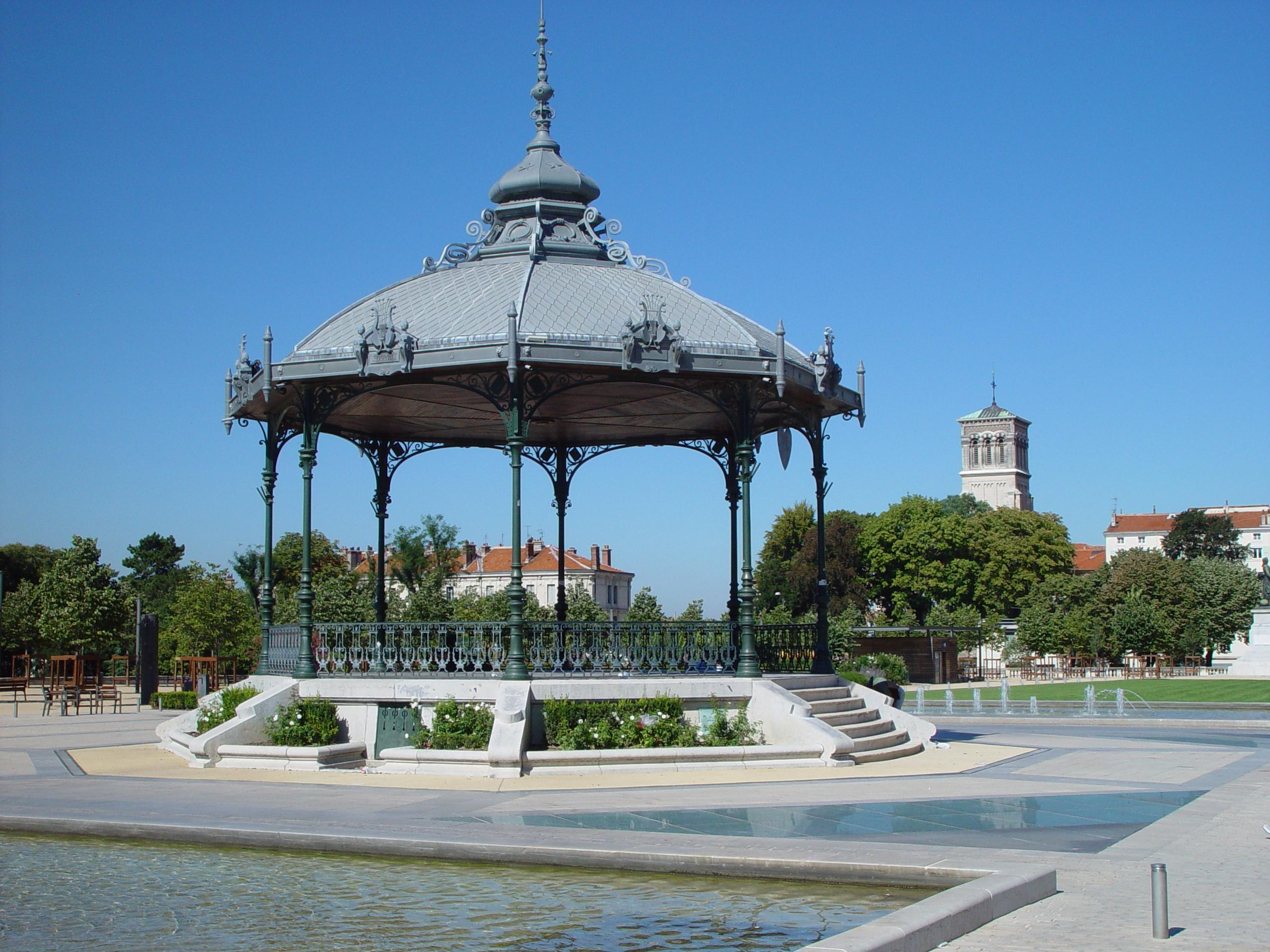
Kiosque Peynet

Nato a Parigi nel 1908, a quindici anni fu ammesso alla futura Scuola delle Arti Applicate all'industria presso la Scuola Germain Pilon che si trovava proprio di fronte al bar dei genitori, da poco trasferiti dall'Alvernia alla capitale francese. In seguito lavorò per un'agenzia pubblicitaria a Parigi, disegnando etichette di profumi e di scatole di cioccolatini e realizzando varie pubblicità. Successivamente iniziò a pubblicare i suoi disegni nei giornali parigini, come Le Rire, Rire à deux, Paris Magazine, Le Boulevardier. Nel 1930 sposò Denise Damour, che conosceva fin dai tempi dell'infanzia, con la quale rimase sposato per tutta la vita. I due ebbero una figlia, Annie. 
Nel 1942 la vita di Peynet giunse ad una svolta. Mentre era seduto su una panchina di fronte al chiosco della musica di Valence (divenuto nel 1982 monumento storico), immaginò un violinista dai lunghi capelli che suonava da solo e una ragazza che lo ascoltava: nacquero così i celebri fidanzatini. Le immagini dei fidanzatini fecero il giro del mondo, su libri, cartoline, francobolli, porcellane, medaglie, sciarpe, bambole, statue.
Negli anni cinquanta firmò un contratto con la Lenci per la produzione di bamboline che riproducevano gli innamorati. Tuttavia di queste bamboline non rimane ormai quasi niente, poiché furono prodotte in un materiale simile alla gommapiuma che con il tempo tende a deteriorarsi.
Nel 1952 al Salone Internazionale dell'Umorismo di Bordighera gli viene assegnata la prima Palma d'Oro per il disegno umoristico, un premio alla carriera per un già celebre disegnatore. Dal 1953 entra a far parte della Giuria del Salone ed inizia il sodalizio con Cesare Perfetto; da questo sodalizio nasceranno molti progetti: libri, mostre, incontri (nel 1971 a bordo della Raffaello Raymond e Cesare incontrano Sophia Loren e nel 1972 a Roma Federico Fellini). Nel 1974, dopo 3 intensi anni di lavorazione esce il lungometraggio d'animazione Il giro del mondo degli innamorati di Peynet, con musiche di Ennio Morricone e Alessandro Alessandroni e regia di Cesare Perfetto.
Nel 1962 realizzò la copertina dell'album "Le canzoni d'amore di Gianni Meccia". Georges Brassens diceva che non avrebbe scritto Les amoureux des bancs publics senza gli Innamorati di Peynet, a cui anche Charles Aznavour ha dedicato la canzone Les amoureux de papier, interpretata da Marcel Amont.
Attualmente, quattro musei sono dedicati agli innamorati di Peynet: ad Antibes, a Brassac-les-Mines (città natale della madre di Peynet), a Karuizawa (Nagano - Giappone) e a Sakuto-cho (Okayama - Giappone), mentre a Lucca Comics & Games 2000 è stata allestita la mostra I Fidanzatini maliziosi di Peynet. Les Amoureux di Peynet sono raffigurati anche nel famoso muretto di Alassio.